# Хадемсторф
Хадемсторф (нем. Hademstorf) — община в Германии, в земле Нижняя Саксония.
Входит в состав района Зольтау-Фаллингбостель. Подчиняется управлению Альден. Население составляет 853 человека (на 31 декабря 2010 года). Занимает площадь 9,23 км².